# Творческое объединение UGW
Творческое объединение UGW (аббревиатура от UnderGroundWiggaz) — российское хип-хоп-объединение из Москвы, образованное Александром «Mad» Рыжковым и Андреем «Sox» Веселовым в сентябре 1996 года. C 2004 года Рыжков является единственным участником объединения, занимается съёмкой хип-хоп-концертов, а также документалистикой русского хип-хопа.

## Деятельность UGW
В сентябре 1996 года Александр «Mad» Рыжков вместе со своим соседом, Андреем «Sox» Веселовым, создал лейбл UnderGroundWiggaz, занимающийся сборкой, выпуском и дистрибьюцией сборников русского рэпа. Первым релизом лейбла стал сборник «Fagets Mother Fuckers #1», который собрал рэпер Медный (из группы «Туши Свет»). Сам сборник был на первой стороне кассеты, а на второй — была подборка треков группы Slingshot и концертный трек «Дурной интеллект» от группы «Туши Свет». На первых кассетах лейбла была подпись UnderGroundWiggaz (Sox-records & Mad-graffer). С 1996 по 1997 год лейбл выпустил четыре сборника из серии «Fagets Mother Fuckers» и альбомы групп Double $, Inside и «Твёрдый ЗнакЪ». В 1998 году внутри объединения появилась граффити-команда из четырёх человек UGW Crew, которая просуществовала до 2003 года.
С 1998 по 1999 год Рыжков работал дистрибьютором журнала «RAPпресс», а также выпустил под эгидой UGW два сборника «UnderSound: Московский хип-хоп» и «Наши: Новое и неизданное». Осенью 1999 года Рыжков ушёл на два года в армию после неудачного поступления в МГУП. После демобилизации в 2001 году вернулся в редакцию журнала «RAPпресс», стал работать на лейбле RAP Recordz, а также начал заниматься съёмкой хип-хоп концертов. Осенью 2002 года Mad и Sox открыли сайт UGW.ru. Осенью 2003 года в Санкт-Петербурге вышла видеокассета «From Moscow With Love: Part 2 UGW Crew» от конторы «Контейнер», в которой был использован материал, снятый Mad'ом. В этот момент из UGW Crew ушли другие участники и Рыжков остался один. В конце 2003 года во время раскола лейбла RAP Recordz Рыжков остался на лейбле Дайма, где продолжил заниматься выпуском компакт-дисков. Другой основатель UGW, Андрей «Sox» Веселов, с 2005 года стал работать фотографом и заниматься рисованием граффити под именем «Zebro».
С 2004 по 2007 год объединение UGW совместно с компанией Монолит и лейблом RAP Recordz выпустило на DVD пять фильмов из серии «Хип-хоп в России», которые включают в себя ряд видеоклипов от русских рэп-групп, фрагменты различных рэп-концертов, граффити-акции, промо-ролики, а также съёмки «backstage».
8 декабря 2006 года был запущен YouTube-канал объединения UGW. С 2007 по 2008 год UGW совместно с интернет-лейблом A-Hu-Li Records выпустило три сборника из серии «Особенности национального рэпа в MP3». В 2008 году внутри объединения UGW Рыжков открыл интернет-лейбл Rap’A Net, на котором помимо альбомов рэперов с 2009 по 2011 год выпустил на компакт-дисках четыре сборника из серии «Rap'A Net».
C осени 2008 года Рыжков начал снимать сериал «Хип-хоп в России: от 1-го лица», который, по его словам, является неким продолжением DVD-сборников «Хип-хоп в России», только в более специализированном и глубоком концепте. В 2009 году Mad выпустил на DVD три сезона сериала. C 2010 года по 2013 год было выпущено ещё четыре сезона сериала на YouTube-канале объединения UGW. По состоянию на осень 2022 года было снято 150 серий.
В 2012 году Саша Mad открыл базу данных русского рэпа RapDB.ru. По состоянию на декабрь 2020 года, на сайте оформлено более 3600 релизов русского рэпа с 1990 года.
С 2013 по 2018 год Рыжков снял в Прибалтике (Латвия, Литва и Эстония) сериал из серии «Хип-хоп от 1-го лица». «Хип-хоп в Латвии» состоит из 18 серий, «Хип-хоп в Литве» — из 19 серий, а «Хип-хоп в Эстонии» — из 18 серий
12 июня 2016 года, в день 16-й годовщины смерти Алексея «Грюндика» Перминова, вышел документальный фильм творческого объединения UGW, Грюндик «Раб лампы», посвящённый жизни Перминова. В фильме приняли участие: Лигалайз, Sir-J, Симона Йёри, Джип, Медный, Андрей Кит, Dime, Бледный, Лиммон Джи, Мелкий, Мутант и Дмитрий Перминов. 30 сентября 2016 года фильм был выпущен на DVD вместе с компакт-диском, на котором собраны две версии альбома, книга стихов «Мой декаданс», фото, видео и прочие материалы.
С 2018 по 2020 год было выпущено ещё 17 серий сериала «Хип-хоп в России: от 1-го лица» на YouTube-канале объединения UGW.
В 2019 году начались съёмки фильма «MC Молодой! Кто такой?», посвящённые жизни рэпера MC Молодой, но из-за пандемии съёмки в Праге были отложены на 2022 год.
С 2019 по 2020 год был снят документальный фильм «Mr. Shotgun — Незаконченное дело», посвящённый памяти Антона «Mr. Shotgun» Иванова, одного из участников группы Da B.O.M.B. В съёмках фильма приняли участие Dr. N-Drey, Dime, Андрей Кит, Ян Сурвило (звукорежиссёр M.Y.M. Records), Ян Sun (он же Морфий) и другие. 15 февраля 2020 года был выпущен тизер, а сам фильм увидел свет на YouTube-канале творческого объединения UGW 15 августа 2021 года.

## Критика
В 1999 году главный редактор журнала «RAPпресс», Константин «Крыж» Небесных, делая рецензию на сборник «UnderSound: Московский хип-хоп» от UGW, отметил, что такие имена как «Твёрдый ЗнакЪ», Da Lost Boyz, Nonamerz и «Северный Район» заставят трепетать многих поклонников русского рэпа.
В 2005 году портал Rap.ru подчеркнул, что основной задачей «UGW» является запечатление визуального аспекта хип-хопа, как видео, так и фото. А количество концертов, снятых объединением, «уже не поддаётся исчислению» и регулярно выкладывается на сайте UGW, а также издаётся на DVD.
В 2005 году редактор портала Rap.ru, Руслан Муннибаев, делая рецензию на фильм «Хип-хоп в России часть 2» от UGW, написал, что «раздел Backstage вызывает гораздо больше положительных эмоций, пронырливость Александра Мэда (главного на УГВ) позволяет нам увидеть закулисье наших и ненаших».
В 2007 году российское издание журнала Billboard написало, что интернет сайт UGW.ru «регулярно снабжает своих посетителей всевозможными любительскими и не только фото- и видео-хрониками жизни в стиле урбан».
В 2011 году во время интернет-шоу «Минаев LIVE» Александр Mad задал вопрос рэперу Влади из группы «Каста»: «Почему „Каста“ не снимается в сериале „Хип-хоп в России: от 1-го лица“?». Влади ответил следующим образом: «Ты снимаешь 10 лет, ты не научился хорошо снимать… научись снимать классно и мы придём».
В 2012 году журнал «Слово» написал, что благодаря релизам UGW, а точнее его двух составляющих — Rap-A-Net и A-Hu-Li Records — «тысячи людей узнают о новых талантливых битмейкерах и МС». Журнал также отметил, что не менее важны и видеопроекты Александра Mad’а, благодаря которым молодое поколение может узнать об истории хип-хопа в России из уст его ветеранов.

## Отражение в культуре
В 2017 году портал The Flow запустил на своём YouTube-канале видеоблог «Русский рэп от первого лица», название которого отсылает к проекту «Хип-хоп в России: от 1-го лица» от UGW.

## Музыкальные альбомы
- 1995 — альбом Max Mix Production — «Чужая территория» (переиздание) (аудиокассета)
- 1996 — сборник «Fagets Mother Fuckers #1» (аудиокассета)
- 1996 — альбом Ёжик MC (Твёрдый ЗнакЪ) — «Всё это и ежу понятно» (аудиокассета)
- 1997 — альбом Double $ — «Криминал 1997» (переиздание) (аудиокассета)
- 1997 — альбом Inside — «В каждом из нас» (аудиокассета)
- 1997 — сборник «Fagets Mother Fuckers #2» (аудиокассета)
- 1997 — сборник «Fagets Mother Fuckers #3» (аудиокассета)
- 1997 — сборник «Fagets Mother Fuckers #4» (аудиокассета)
- 1997 — альбом Твёрдый ЗнакЪ — «Просто подумай» (компакт-диск)
- 1997 — альбом Double $ — «Чёрная смерть» (аудиокассета)
- 1998 — сборник «UnderSound: Московский хип-хоп» (аудиокассета, компакт-диск)
- 1999 — альбом Mr. Shotgun (Da Lost Boyz) — «Незаконченное дело» (переиздание) (компакт-диск)
- 1999 — сборник «Наши: Новое и неизданное» (аудиокассета)
- 2007 — сборник «Особенности национального рэпа в MP3. Часть 4: A-Hu-Li Records» (MP3)
- 2008 — сборник «Особенности национального рэпа в MP3. Часть 7: A-Hu-Li Records 2» (MP3)
- 2008 — сборник «Особенности национального рэпа в MP3. Часть 8: A-Hu-Li Records 3» (MP3)
- 2009 — сборник «Rap'A Net» (MP3)
- 2009 — сборник «Rap'A Net 2» (MP3)
- 2010 — мини-альбом T.Bird и Грюндиг — «Плата за вход» (MP3)
- 2010 — сборник «Rap'A Net 3» (компакт-диск)
- 2011 — сборник «Rap'A Net 4» (MP3)
- 2015 — сборник Алексей «Грюндиг» Перминов (Рабы лампы) — «Полное собрание творчества в одном архиве с автозапуском» (переиздание 2009 года) (CD-Rom, MP3, video)

## Фильмы
- 2003 — сборник граффити-видеоклипов «From Moscow With Love. Part Two: UGW» (VHS)
- 2004—2007 — сборник видеоклипов и концертных записей «Хип-хоп в России». Часть 1-5 (DVD)
- 2009 — сериал «Хип-хоп в России: от 1-го лица». 3 сезона (DVD)
- 2010 — сериал «Хип-хоп в России: от 1-го лица». 4 сезон (YouTube)
- 2011 — сериал «Хип-хоп в России: от 1-го лица». 5 сезон (YouTube)
- 2012 — сериал «Хип-хоп в России: от 1-го лица». 6 и 7 сезон (YouTube)
- 2013 — сериал «Хип-хоп в Латвии: от 1-го лица» (YouTube)
- 2014 — сериал «Хип-хоп в Литве: от 1-го лица» (YouTube)
- 2014 — сериал «Хип-хоп в Эстонии: от 1-го лица» (YouTube)
- 2016 — фильм «Раб лампы» (YouTube)
- 2016 — фильм «Раб лампы» (DVD + CD-ROM)
- 2018—2020 — сериал «Хип-хоп в России: от 1-го лица». 8 сезон (YouTube)
- 2021 — фильм «Mr. Shotgun — Незаконченное дело»
- 2021 — фильм «MC Молодой! Кто такой?» (TBA)